# Petzen (Bergmassiv)
Die Petzen (slowenisch Peca) ist ein Bergmassiv der Karawanken im Grenzgebiet zwischen Kärnten und Slowenien, südlich der Stadt Bleiburg. Sie gipfelt im direkt auf der Grenze liegenden Kordeschkopf (2126 m ü. A., slowenisch Kordeževa glava), dem östlichsten Zweitausender der Karawanken sowie der gesamten Südlichen Kalkalpen.

## Geographie
Das Massiv erhebt sich im Norden bis knapp 1750 m über dem Jaunfeld. Der höchste Gipfel ist der direkt auf der Grenze liegende Kordeschkopf (slowenisch Kordeževa glava) mit einer Höhe von 2126 m ü. A., dessen Normalweg von der südlichen slowenischen Seite den Gipfel in unschwieriger Wanderung erreicht. Dieser Normalweg ist über den Kniepssattel auch von Österreich zugänglich.
Die Petzen trägt noch die folgenden Gipfel über 2000 m
- Knieps (Koncnikov vrh), 2110 m ü. A., direkt an der Grenze

und zur Gänze auf Kärntner Gebiet
- Feistritzer Spitze (Bistriska spica), auch Hochpetzen genannt, 2113 m ü. A.
- Wackendorfer Spitze (Veska kopa), 2079 m ü. A.

## Herkunft des Namens, Geschichtliches

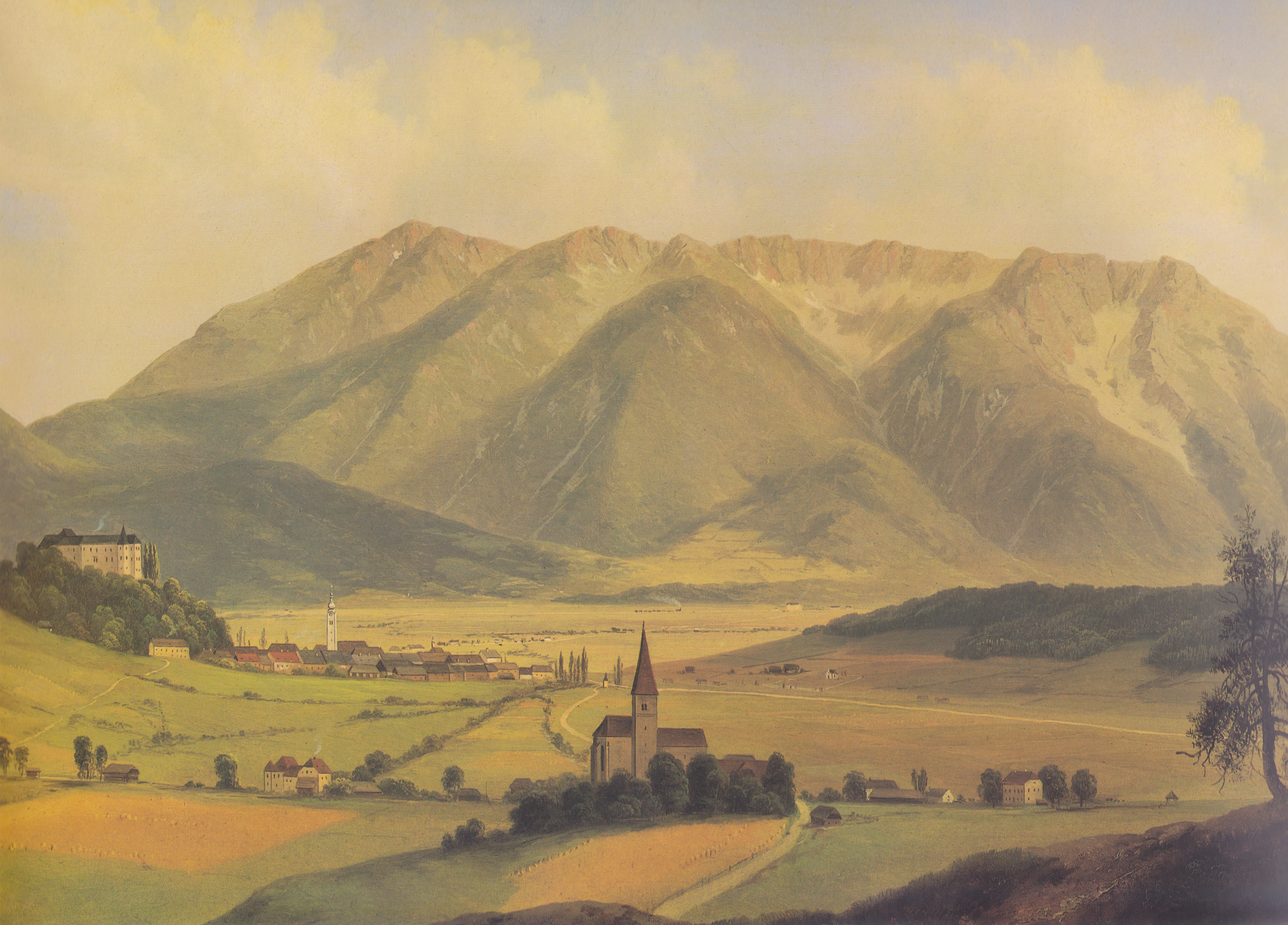
Bleiburg und die Petzen

Der Name „Petzen“ soll sich von einem althochdeutschen Frauennamen ableiten. Vermutlich steht es aber zum slowenischen Wort peč, dt. entlehnt Pötsche ‚Fels‘ oder ‚Höhle‘, entsprechend ‚Ofen‘.
Sagen zufolge soll auf dem Petzenstock einst die Anführerin eines Totenheeres umgegangen sein. Im Inneren des Berges soll demnach auch König Matthias Corvinus mit seinen Getreuen auf eine Weltschlacht warten, eine Sage der Bergentrückung ähnlich wie Kaiser Barbarossa im thüringischen Kyffhäuser oder Karl der Große im salzburgischen Untersberg. Matthias Corvinus war von 1458 bis 1490 König von Ungarn und der Opponent von Friedrich III. Ein zehn Jahre andauernder Konflikt führte zur Besetzung von Teilen Kärntens durch Ungarn.

## Bewirtschaftung

### Bergbau
Im Berg treten Blei-Zink-Vererzungen auf, welche auf österreichischer Seite bis ins frühe 20. Jahrhundert abgebaut wurden.
Auf slowenischer Seite wurde bereits um 1700 begonnen, Blei abzubauen und der Bergbau bis 1994 intensiv betrieben. Insgesamt wurden Stollen mit einer Länge von 1000 km in den Berg gehauen. 5 Kilometer dieser Stollen wurden für den Mountainbiketourismus nutzbar gemacht, der Großteil wird aber nicht mehr genutzt.

## Tourismus

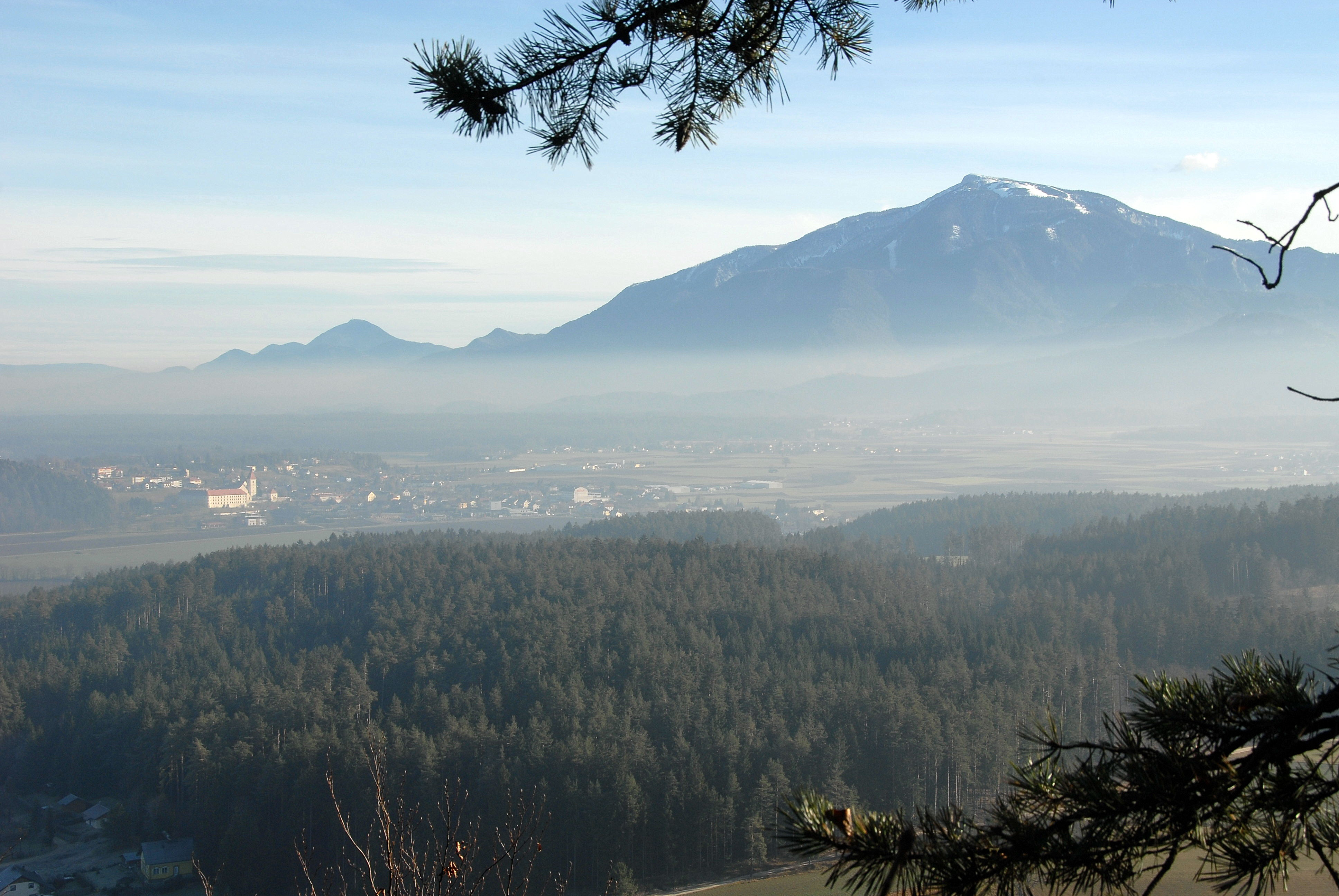
Petzen und Eberndorf, gesehen vom Georgiberg

Die Petzen ist sowohl im Sommer als auch im Winter ein beliebtes Ausflugsgebiet. Von Feistritz ob Bleiburg gelangt man mit der Kabinenbahn Petzen (Hersteller Doppelmayr, 6 Personen pro Kabine) auf 1705 m Höhe zum Kernstück des Gebietes. Die Bahn verkehrt je nach Witterungslage von Mitte Juni bis Mitte September sowie von Anfang Dezember bis Anfang April. Bei schönem Wetter findet ab Mitte Mai ein Wochenendverkehr statt.
Der Abschnitt zwischen der Bergstation der Gondelbahn (1705 m ü. A.) und der Talstation des Skiliftes (1670 m ü. A.) Siebenhüttenlift ist unter dem Namen Sieben Hütten bekannt. Hier befinden sich drei Berggasthöfe mit Weitblick über das Jauntal.

### Sommersaison
Im Sommer wird die Petzen insbesondere zum Wandern, Mountainbiken und zum Gleitschirmfliegen besucht.

#### Routen
- Der Südalpenweg überquert das Bergmassiv von Feistritz nach Bad Eisenkappel.
- Gasthof Riepl – Feistritzer Spitze, 3 Stunden, 870 Höhenmeter, Weiterweg über den Knieps zum Kniepssattel und über slowenisches Territorium zur Kordeschspitze möglich.
- Von der Bergstation der Petzen Bergbahn auch direkt zum Kniepssattel.

### Wintersaison
Auf den nordöstlichen Hängen befindet sich ein Skigebiet. Im Talbereich befinden sich Unterkunftsmöglichkeiten, Ski- und Snowboardschule sowie ein Skiverleih.

#### Petzen Bergbahnen
Seit 2017 besteht der 4er-Sessellift Stollenlift, der Wintersportler von 1452 m Höhe zur Bergstation der Kabinenbahn befördert. Somit betreiben die Petzen Bergbahnen GmbH aktuell
- die 6er Gondelbahn, Tal 658 m ü. A. Berg 1708 m ü. A., Länge 2500 m
- den 4er-Sessellift Stollenlift, Tal 1452 m ü. A. Berg 1705 m ü. A., Länge 870 m
- den Skilift Übungslift, Tal 633 m ü. A. Berg 683 m ü. A., Länge 430 m
- den Skilift Quellenlift, Tal 659 m ü. A. Berg 770 m ü. A., Länge 540 m
- den Skilift Siebenhüttenlift, Tal 1650 m ü. A. Berg 1920 m ü. A., Länge 1050 m

#### Pisten

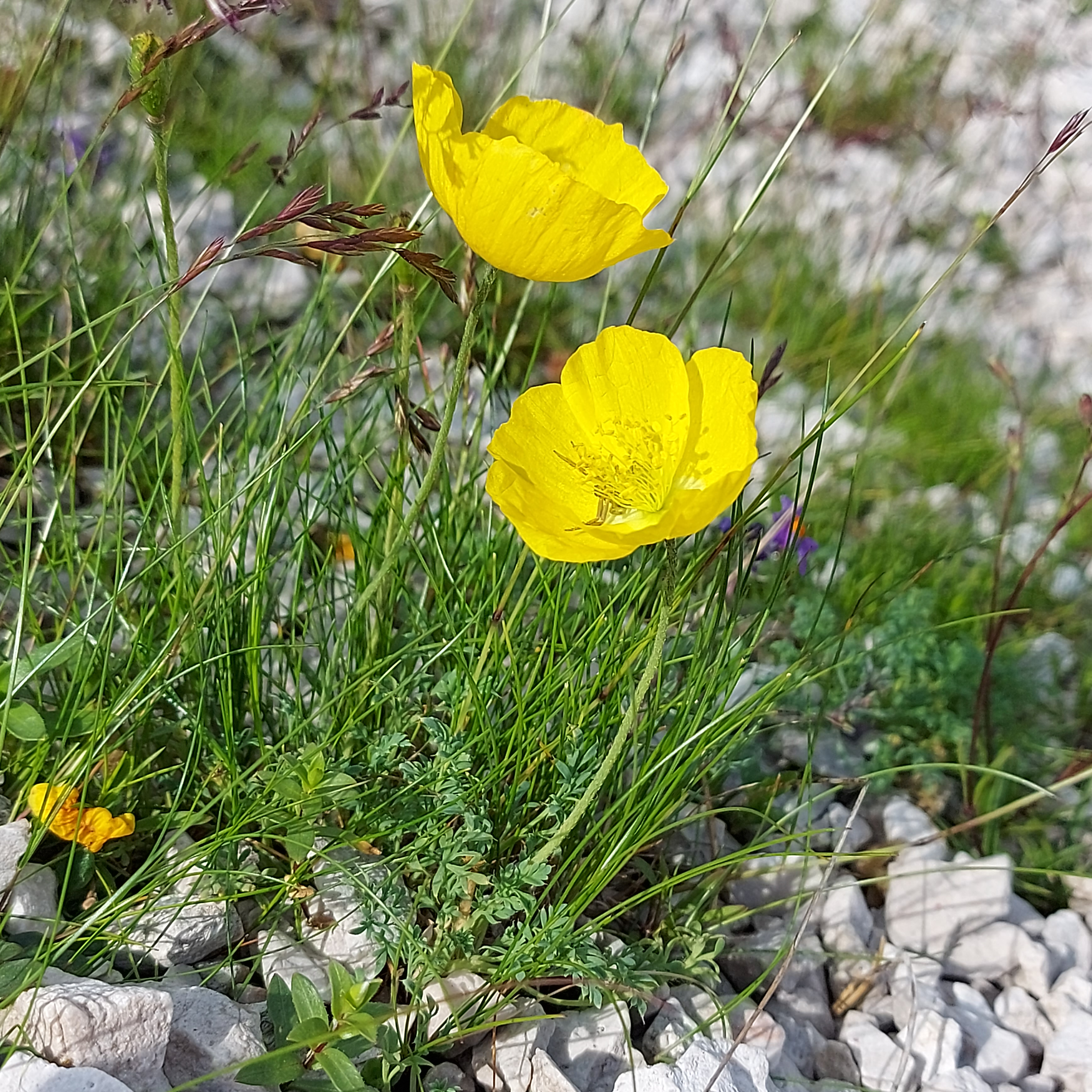
Kerners Alpen-Mohn (Papaver alpinum subspezies kerneri)

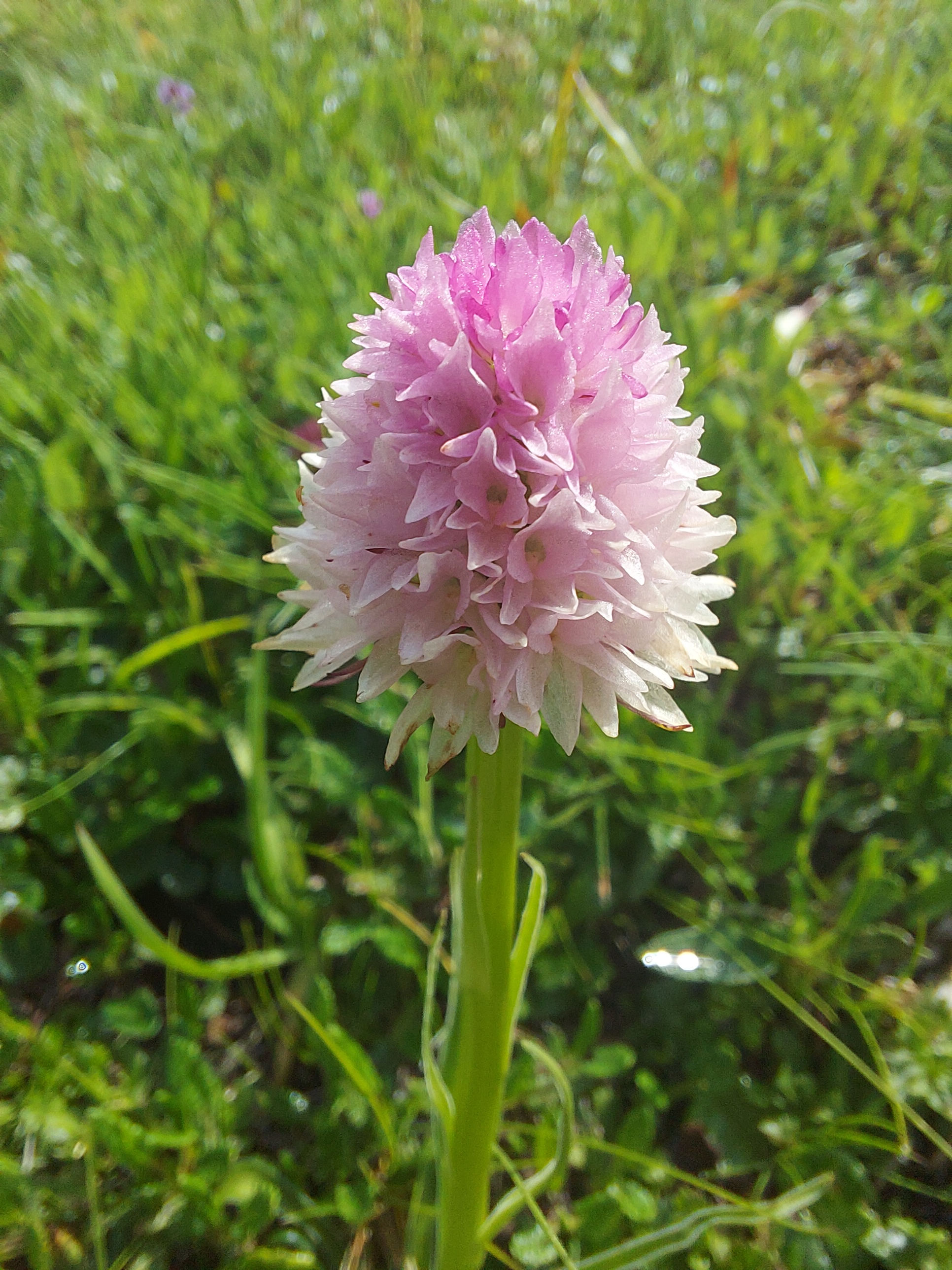
Steineralpen-Kohlröschen (Gymnadenia lithopolitanica)

Das Skigebiet umfasst 15 Pisten mit über 15 Kilometer Gesamtlänge. Die Schwierigkeitsgrade sind leicht, mittel und schwer. Die, bei Bedarf beschneite, Abfahrt bis in das Tal kann bei Nutzung mehrerer Pisten auf insgesamt 12 km ausgedehnt werden.

## Besonderheiten der einheimischen Flora auf der Petzen
Auf der Petzen findet man unter anderem Kerners Alpen-Mohn (Papaver alpinum subspezies kerneri) und das Steineralpen-Kohlröschen (Gymnadenia lithopolitanica). Sie unterscheiden sich von den in südlichen Kalkalpen sonst üblichen Vertretern und werden daher als Endemiten („Einheimische“) bezeichnet.